# Драфт НБА 1963
Драфт НБА 1963 року відбувся 30 квітня і 7 травня. 9 команд Національної баскетбольної асоціації (НБА) по черзі вибирали найкращих випускників коледжів. Гравець, який завершував четвертий рік у коледжі отримував право на участь у драфті.  В кожному з раундів команди могли вибирати гравців у зворотньому порядку до свого співвідношення перемог до поразок у сезоні 1962–1963. Перед драфтом будь-яка команда могла відмовитися від права вибору в першому раунді й вибрати будь-якого гравця в радіусі 50 миль від домашньої арени як свій територіальний вибір. Перед драфтом Чикаго Зефірс переїхали до Балтимору й стали назвиватися Балтимор Буллетс. Сірак'юс Нешиналз взяли участь у драфті, але напередодні сезону переїхали до Філадельфії й стали називатися Філадельфія Севенті-Сіксерс. Драфт складався з 15-ти раундів, на яких вибирали 84 гравці. 

## Нотатки щодо виборів на драфті і кар'єр деяких гравців
Перед драфтом Цинциннаті Роялз як територіальний вибір вибрали Тома Текера з Університету Цинциннаті. Нью-Йорк Нікс під першим номером вибрали Арта Геймена з Університету Дьюка. Двоє гравців з цього драфту, Нейт Термонд і Гас Джонсон, введені до Зали слави. Термонд також обраний до списку 50 найвизначніших гравців в історії НБА, оголошеного 1996 року до 50-річчя ліги. Серед досягнень Термонда сім виборів на Матч усіх зірок і п'ять - до Збірної всіх зірок захисту. Серед досягнень Джонсона чотири вибори до Збірної всіх зірок і п'ять - на Матч усіх зірок. 4-й пік Едді Майлз і 13-й пік Джим Кінг також потрапляли на Матч усіх зірок.

## Драфт

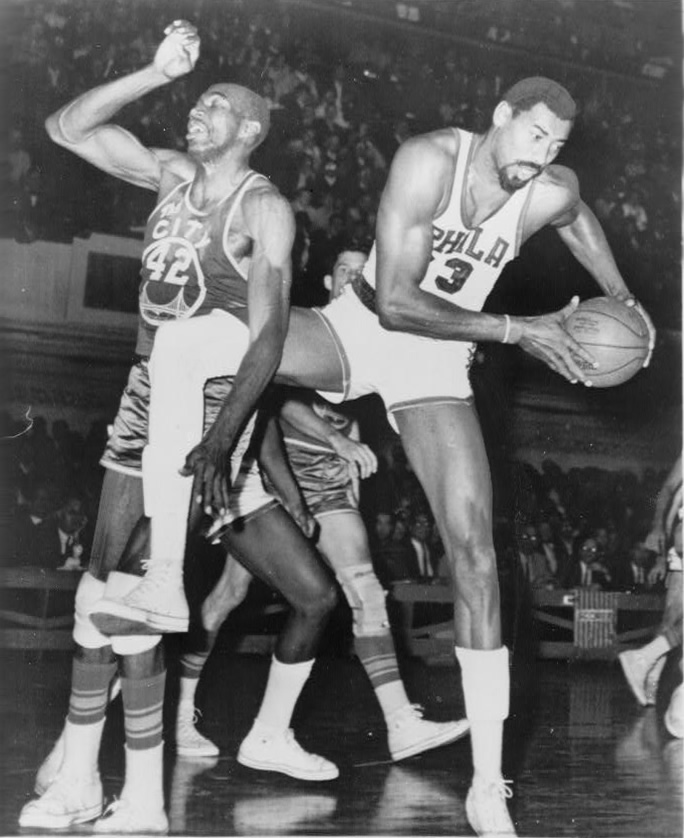
Сан-Франциско Ворріорз вибрали Нейта Термонда (ліворуч) під третім загальним номером.

| Поз.    | G        | F       | C         |
| Позиція | Захисник | Форвард | Центровий |

| ^ | Позначає гравців, обраних у Баскетбольну залу слави Нейсміта                     |
| + | Позначає гравців, які взяли участь принаймні в одній грі матчу всіх зірок НБА    |
| # | Позначає гравців, які жодного разу не грали в регулярному сезоні НБА або плей-оф |

| Раунд | Вибір | Гравець          | Поз. | Громадянство | Команда НБА                              | Коледж/Клуб           |
| ----- | ----- | ---------------- | ---- | ------------ | ---------------------------------------- | --------------------- |
| T     | –     | Том Текер        | G/F  | США          | Цинциннаті Роялз                         | Цинциннаті            |
| 1     | 1     | Арт Геймен       | G/F  | США          | Нью-Йорк Нікс                            | Дьюк                  |
| 1     | 2     | Род Торн         | G    | США          | Балтимор Буллетс                         | Вест Вірджинія        |
| 1     | 3     | Нейт Термонд^    | F/C  | США          | Сан-Франциско Ворріорз                   | Боулінг Грін          |
| 1     | 4     | Едді Майлз+      | G/F  | США          | Детройт Пістонс                          | Сіетл                 |
| 1     | 5     | Джеррі Ворд      | G    | США          | Сент-Луїс Гокс                           | Бостонський коледж    |
| 1     | 6     | Том Гувер        | C    | США          | Сірка'юс Нешиналс                        | Camden Bullets (EPBL) |
| 1     | 7     | Роджер Стрікленд | F    | США          | Лос-Анджелес Лейкерс                     | Джексонвілл           |
| 1     | 8     | Білл Грін#       | F    | США          | Бостон Селтікс                           | Колорадо Стейт        |
| 2     | 9     | Джеррі Гаркнесс  | G    | США          | Нью-Йорк Нікс                            | Лойола                |
| 2     | 10    | Гас Джонсон^     | F/C  | США          | Балтимор Буллетс                         | Айдахо                |
| 2     | 11    | Гарі Гілл        | G    | США          | Сан-Франциско Ворріорз                   | Оклахома Сіті         |
| 2     | 12    | Джеррі Сміт#     | G    | США          | Детройт Пістонс                          | Ферман                |
| 2     | 13    | Джим Кінг+       | G    | США          | Лос-Анджелес Лейкерс (від Цинциннаті)[a] | Талса                 |
| 2     | 14    | Ліленд Мітчелл#  | G    | США          | Сент-Луїс Гокс                           | Міссісіпі Стейт       |
| 2     | 15    | Гершелл Вест#    | G    | США          | Syracuse Nationals                       | Гремблінг             |
| 2     | 16    | Мел Гібсон       | G    | США          | Лос-Анджелес Лейкерс                     | Західна Кароліна      |
| 2     | 17    | Кен Сейлорс#     | F    | США          | Сент-Луїс Гокс (від Бостон)              | Арканзас Тек          |

## Інші вибори

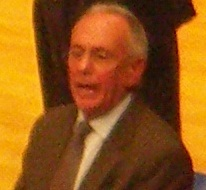
Балтимор Буллетс обрали Ларрі Брауна під 55-м загальним номером, але він не грав у НБА.

Цих гравців на драфті НБА 1985 вибрали після другого раунду, але вони зіграли в НБА принаймні одну гру.
| Раунд | Вибір | Гравець         | Поз. | Громадянство | Команда НБА          | Коледж/Клуб           |
| ----- | ----- | --------------- | ---- | ------------ | -------------------- | --------------------- |
| 3     | 24    | Джеррі Грінспен | F    | США          | Сірак'юс Нешиналс    | Меріленд              |
| 5     | 43    | Ларрі Джонс     | G/F  | США          | Лос-Анджелес Лейкерс | Толедо                |
| 6     | 48    | Реджі Гардінг   | C    | США          | Детройт Пістонс      | Holland Oilers (MPBL) |
| 7     | 59    | Кен Ролофф      | G    | США          | Сент-Луїс Гокс       | НК Стейт              |
| 8     | 63    | Фредді Крофорд  | G/F  | США          | Нью-Йорк Нікс        | Сейнт-Бонавенче       |

## Обміни
- a  14 вересня 1962,  Лос-Анджелес Лейкерс придбав цей драфт-пік другого раунду від Цинциннаті Роялз в обмін на Тома Гокінса.[13] Лейкерс використали цей драфт-пік, щоб вибрати Джима Кінга.